# 426
Năm 426 là một năm trong lịch Julius.